# Mikaela Shiffrin
Mikaela Pauline Shiffrin (Vail, 1995. március 13. –) amerikai alpesisíző. Ő tartja a történelemben elért legtöbb világkupa-győzelem rekordját (nőket és férfiakat is beleszámítva), a valaha volt egyik legjobb alpesisízőként tartják nyilván. Kétszeres olimpiai bajnok (2014 – műlesiklás, valamint 2018 – óriás műlesiklás), olimpiai ezüstérmes (2018, kombinált), ötszörös világkupagyőztes összetettben, négyszeres világbajnok műlesiklásban, és hétszeres világkupagyőztes ugyanebben a számban. 18 évesen és 345 naposan a világ legfiatalabb olimpiai bajnoka lett műlesiklásban. 2023-as, hetedik alpesi világbajnoki győzelmével összesen 14. érmét szerezte 16 világbajnoki versenyen, amivel minden idők legsikeresebb alpesisízőjévé vált.